# Virág Móricz
Dans le nom hongrois Móricz Virág, le nom de famille précède le prénom, mais cet article utilise l’ordre habituel en français Virág Móricz, où le prénom précède le nom.
Virág Móricz (née le 23 septembre 1909 à Budapest – morte le 9 septembre 1995 dans la même ville) est une écrivaine et scénariste hongroise. Elle était la fille de l’écrivain Zsigmond Móricz.